# Wappenstein der Herberge (Falaise)
Der Wappenstein der Auberge Saint-Georges in der 12 Route de Trun in Falaise, einer französischen Gemeinde im Département Calvados in der Region Normandie, wurde vermutlich im 17. Jahrhundert gestaltet und in das frühere Gebäude eingesetzt. Der Wappenstein ist seit 1946 als Monument historique auf der Liste der Baudenkmäler in Frankreich eingetragen.
Von dem früheren Gasthof ist nichts mehr vorhanden. Er bestand wohl schon seit dem 16. Jahrhundert. Auf einem Kupferstich von 1658 ist er mit Kapelle zu erkennen. Das Grundbuch von 1828 nennt zuletzt das Gebäude. Heute befindet sich das Relief an einer Hofeinfahrt. 
Das Relief zeigt den Heiligen Georg im Kampf mit dem Drachen. 